# White Light/White Heat (canção)
"White Light/White Heat" é uma canção da banda estadunidense Velvet Underground, lançada em novembro de 1967. A canção é a faixa-título do álbum White Light/White Heat.

## Versão de David Bowie
"White Light/White Heat" era regularmente tocada por Bowie em suas apresentações ao vivo. Uma versão gravada ao vivo em 1973 foi lançada como single em 1983 para promover o álbum Ziggy Stardust: The Motion Picture.